# Mistrzostwa Europy w Lekkoatletyce 1958 – rzut oszczepem kobiet

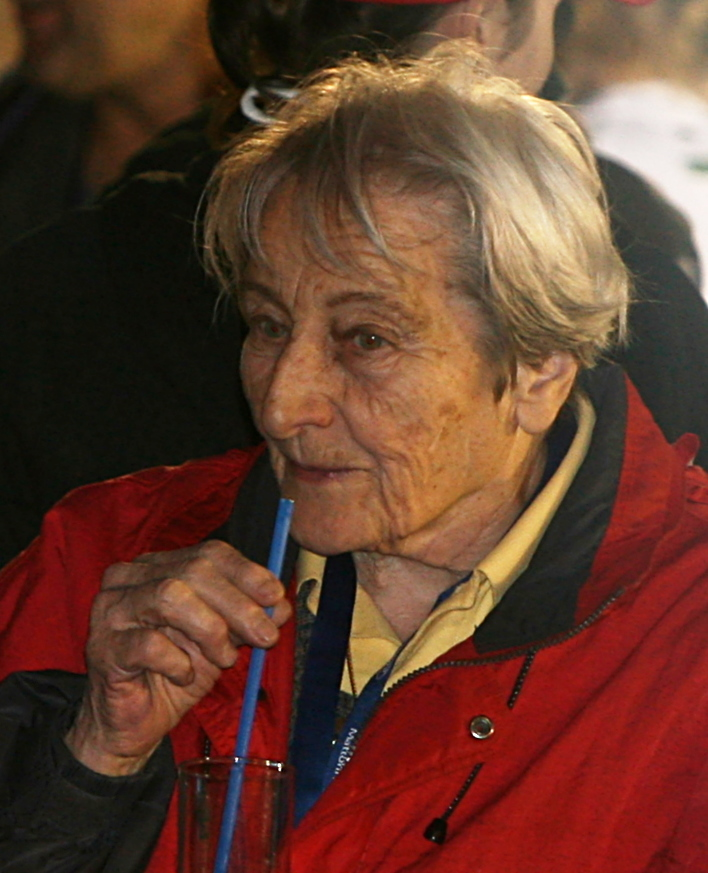
Dana Zátopková w 2007

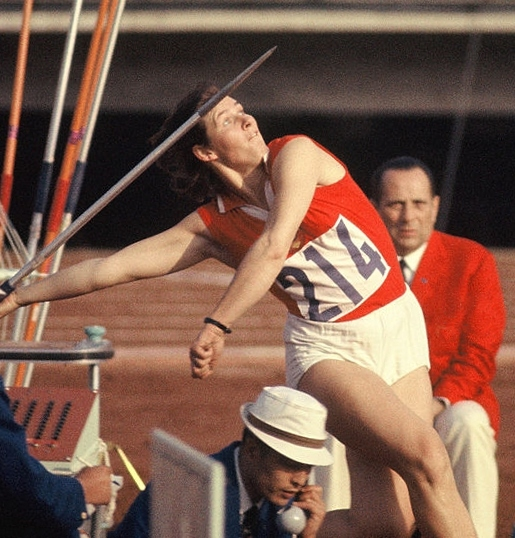
Birutė Kalėdienė (Zalagaitytė) w 1964

Rzut oszczepem kobiet był jedną z konkurencji rozgrywanych podczas VI Mistrzostw Europy w Sztokholmie. Kwalifikacje i finał rozegrano 19 sierpnia, a finał 22 sierpnia 1958. Zwyciężczynią tej konkurencji została reprezentantka Czechosłowacji Dana Zátopková, która obroniła złoty medal zdobyty na mistrzostwach w 1954. W rywalizacji wzięło udział szesnaście zawodniczek z dziesięciu reprezentacji.

## Rekordy
| Rekord świata     | Anna Pazera (AUS)    | 57,40 | Cardiff, Wielka Brytania | 24.07.1958 |
| Rekord Europy     | Dana Zátopková (CSK) | 55,73 | Praga, Czechosłowacja    | 01.06.1958 |
| Rekord mistrzostw | Dana Zátopková (CSK) | 52,91 | Berno, Szwajcaria        | 25.08.1954 |

## Wyniki

### Kwalifikacje
| Miejsce | Zawodniczka        | Wynik | Uwagi |
| ------- | ------------------ | ----- | ----- |
| 1       | Almut Brömmel      | 49,96 | Q     |
| 2       | Ingrid Almqvist    | 49,49 | Q     |
| 3       | Dana Zátopková     | 49,29 | Q     |
| 4       | Birute Zalagaitytė | 49,14 | Q     |
| 5       | Urszula Figwer     | 47,55 | Q     |
| 6       | Jutta Neumann      | 47,02 | Q     |
| 7       | Eleonora Bogun     | 46,95 | Q     |
| 8       | Charlotte Kipp     | 46,85 | Q     |
| 9       | Maria Grabowska    | 46,68 | Q     |
| 10      | Irena Starzyńska   | 45,11 | Q     |
| 11      | Tamara Cwetkowa    | 44,35 | Q     |
| 12      | Averil Williams    | 43,96 | Q     |
| 13      | Maria Diți         | 43,86 | Q     |
| 14      | Cmiljka Kalušević  | 43,10 | Q     |
| 15      | Lise Kock          | 41,60 |       |
| 16      | Unn Thorvaldsen    | 39,28 |       |

### Finał
| Miejsce | Zawodniczka        | Wynik | Uwagi |
| ------- | ------------------ | ----- | ----- |
| 1       | Dana Zátopková     | 56,02 | AR    |
| 2       | Birute Zalagaitytė | 51,30 |       |
| 3       | Jutta Neumann      | 50,50 |       |
| 4       | Eleonora Bogun     | 49,88 |       |
| 5       | Maria Grabowska    | 49,77 |       |
| 6       | Urszula Figwer     | 49,48 |       |
| 7       | Maria Diți         | 49,03 |       |
| 8       | Almut Brömmel      | 48,85 |       |
| 9       | Ingrid Almqvist    | 46,90 |       |
| 10      | Charlotte Kipp     | 46,89 |       |
| 11      | Tamara Cwetkowa    | 45,52 |       |
| 12      | Cmiljka Kalušević  | 45,42 |       |
| 13      | Irena Starzyńska   | 45,10 |       |
| 14      | Averil Williams    | 44,04 |       |